# 钟海燕
钟海燕（1976年4月—），浙江云和人，畲族，中国共产党党员。中华人民共和国政治人物、第十三届全国人民代表大会浙江地区代表。

## 生平
2018年2月24日，当选为第十三届全国人大代表。